# Philippe Mudry
Philippe Mudry (* 1939) ist ein Schweizer Klassischer Philologe.

## Leben
Philippe Mudry erwarb die Licence en Lettres an der Universität Lausanne im Jahr 1964. Von 1974 bis 1976 war er Mitglied des Schweizerischen Instituts in Rom. Er war Lehrbeauftragter an der Universität Genf. Nach der Promotion 1982 in Lausanne mit einer Arbeit über den lateinischen Medizinschriftsteller Celsus wurde er 1983 ordentlicher Professor für lateinische Sprachen und Literaturen an der Universität Lausanne.
Mudry ist ein Spezialist für antike Medizin, insbesondere für Texte in lateinischer Sprache (neben Celsus etwa Caelius Aurelianus).

## Schriften (Auswahl)
- La Préface du De Medicina de Celse. Texte, traduction et commentaire. Institut Suisse, Rome 1982 (Bibliotheca Romana Helvetica, XIX).
- als Herausgeber: Le traité des Maladies aiguës et de Maladies chroniques de Caelius Aurelianus. Nouvelles approches. Actes du colloque de Lausanne 1996. Nantes 1999, ISBN 2-86939-148-X.
- als Herausgeber mit Olivier Bianchi und Olivier Thévenaz: Conceptions et représentations de l'extraordinaire dans le monde antique. Actes du colloque international, Lausanne, 20–22 mars 2003. Bern 2004, ISBN 3-03910-433-0.
- als Herausgeber: Nova stvdia latina lavsannensia. De Rome à nos jours. Lausanne 2004, ISBN 2-940331-04-9.
- Medicina, soror philosophiae. Regards sur la littérature et les textes médicaux antiques (1975–2005). Lausanne 2006, ISBN 2-9700536-0-8.